# (11981) Boncompagni
(11981) Boncompagni (1995 UY1) – planetoida z grupy pasa głównego asteroid okrążająca Słońce w ciągu 4,33 lat w średniej odległości 2,66 j.a. Odkryta 20 października 1995 roku.